# Step (singolo)
Step è un singolo del rapper italiano Tony Boy, in collaborazione con il rapper italiano Lazza, pubblicato il 20 giugno 2025 come quarto estratto dal terzo album in studio Uforia.

## Descrizione
Il brano, scritto da entrambi gli artisti, è prodotto da Lorenzo Bassotti, in arte Kiid, Maximilian McFarlin, in arte Macshooter, e Viperspazzin, e ha segnato la prima collaborazione tra i due artisti.

## Video musicale
In concomitanza all'uscita del brano sono stati pubblicati un visual video e un videoclip, diretto da LateMilk e JMP. Entrambi i video vengono pubblicati sul canale YouTube di Tony Boy.

## Tracce
Testi di Antonio Hueber e Jacopo Lazzarini, musiche di Lorenzo Bassotti, Maximilian McFarlin e Viperspazzin.
1. Step (feat. Lazza) – 2:36

## Classifiche
| Classifica (2025) | Posizione massima |
| ----------------- | ----------------- |
| Italia            | 20                |